# Фестивална
„Фестивална“ (наричана и по името на спонсора си „Асикс Арена“) е многофункционална зала в София, България.
Разположена е в парк „Гео Милев“ в район Слатина, в съседство със стадион „Академик“. Тя е собственост на държавното предприятие „Академика 2011“ и се използва за тренировки и състезания по баскетбол, волейбол, лека атлетика, минифутбол, както и за търговски изложения, концерти и други. Основната зала е с площ 2000 m² и 2270 седящи места или до 6000 зрители при концерт, а цялото съоръжение има разгъната застроена площ 9000 m² и прилежащи открити площи от 17 500 m².
Сградата е построена за IX световен фестивал на младежта и студентите през 1968 година по проект на архитектите Иван Татаров и Дончо Владишки. Архитектурата е в стила на брутализма, с изнесени извън сградата масивни стоманобетонни колони и използване на видими бетонни елементи по силно фрагментираната фасада. Покривната конструкция е метална. Залата е ремонтирана и модернизирана през 2015 година. При ремонта фасадите за изменени в опит да се прикрие първоначалното им архитектурно решение, като промяната е критикувана като неудачна.